# Skil-Shimano/2008
Deze pagina geeft een overzicht van de wielerploeg Skil-Shimano in 2008.

## Renners
| Naam                | Geboortedatum | Nationaliteit | Ploeg 2007            |
| ------------------- | ------------- | ------------- | --------------------- |
| Yoshiyuki Abe       | 15-08-1969    | Japan         |                       |
| Fabien Bacquet      | 28-02-1986    | Frankrijk     |                       |
| Fumiyuki Beppu      | 10-04-1983    | Japan         | Discovery Channel     |
| Maarten den Bakker  | 26-01-1969    | Nederland     |                       |
| Ji Cheng            | 15-07-1987    | China         |                       |
| Roy Curvers         | 29-12-1979    | Nederland     | Time-van Hemert       |
| David Deroo         | 11-03-1985    | Frankrijk     |                       |
| Yukihiro Doi        | 18-09-1983    | Japan         |                       |
| Floris Goesinnen    | 30-10-1983    | Nederland     |                       |
| Yusuke Hatanaka     | 21-06-1977    | Japan         |                       |
| Yoshimasa Hirose    | 21-10-1977    | Japan         |                       |
| Kenny van Hummel    | 30-09-1982    | Nederland     |                       |
| Thierry Hupond      | 10-11-1984    | Frankrijk     | Beloften              |
| Ji Jianhua          | 29-01-1982    | China         | Beloften              |
| Tomoya Kano         | 14-07-1973    | Japan         |                       |
| Clément Lhotellerie | 09-03-1986    | Frankrijk     |                       |
| Jin Long            | 24-10-1983    | China         |                       |
| Hidenori Nodera     | 07-06-1975    | Japan         |                       |
| Piet Rooijakkers    | 16-08-1980    | Nederland     |                       |
| Sebastian Siedler   | 18-01-1978    | Duitsland     | Team Milram           |
| Shinri Suzuki       | 25-12-1974    | Japan         |                       |
| Albert Timmer       | 13-06-1985    | Nederland     |                       |
| Tom Veelers         | 14-09-1984    | Nederland     | Rabo Continental Team |
| Robert Wagner       | 17-04-1983    | Duitsland     | Wiesenhof-Felt        |

## Belangrijke overwinningen
| Jelajah Malaysia 7e etappe: Yusuke Hatanaka Aziatisch Kampioenschap winnaar: Fumiyuki Beppu Ronde van Noord-Holland winnaar: Robert Wagner Ronde van Picardië 1e etappe: Sebastian Siedler | Nationale kampioenschappen wielrennen Japan: wegwedstrijd: Hidenori Nodera Delta Tour Zeeland 1e etappe: Robert Wagner Ronde van Korea-Japan 1e etappe: Shinri Suzuki Ronde van het Qinghaimeer 7e etappe: Tom Veelers | Brixia Tour 2e etappe: ploegentijdrit Ronde van de Ain 1e etappe: Floris Goesinnen Ronde van de Zuid-Chinese Zee 1e etappe: Ji Cheng |

Mannen: 1999 · 2000 · 2001 · 2002 · 2003 · 2004 · 2005 · 2006 · 2007 · 2008 · 2009 · 2010 · 2011 · 2012 · 2013 · 2014 · 2015 · 2016 · 2017 · 2018 · 2019 · 2020 · 2021 · 2022 · 2023 · 2024 · 2025
Vrouwen: 2011 · 2012 · 2013 · 2014 · 2015 · 2016 · 2017 · 2018 · 2019 · 2020 · 2021 · 2022 · 2023 · 2024 · 2025